# Кальви, Анна
Анна Маргарет Мишель Кальви (англ. Anna Margaret Michelle Calvi; род. 24 сентября 1980, Твикнем, Большой Лондон — британская певица и автор песен, возглавляющая группу, названную её именем и исполняющая инди-поп с элементами готического рока, в котором критики отмечают влияние PJ Harvey и Siouxsie & the Banshees и сходство с Florence & the Machine. Анна Кальви вошла в список надежд 2011 года (BBC Sound of 2011); Брайан Ино назвал её появление лучшим, «что произошло со времён Патти Смит». Дебютный альбом Anna Calvi, вышедший 17 января 2011 года, поднялся до 40-го места в UK Albums Chart и получил высокие оценки критиков (80/100 согласно рейтингу Metacritic). В 2011 году альбом был номинирован на престижную награду Mercury Prize и BRIT Awards в 2012 году .

## Биография

### Ранние годы
Анна Маргарет Мишель Кальви (Anna Margaret Michelle Calvi) родилась 24 сентября 1980 года в Твикенхеме и большую часть первых трех лет своей жизни провела в больнице. «Чтобы справиться с этим, я создавала свой собственный мир. И именно таковы мои отношения с музыкой: это созданный мною мир, в который я могу сбежать. Я всегда была мечтательницей. А то, что происходит в детстве, остается с вами», — рассказывала Анна.
Благодаря своему отцу-итальянцу, Анна Кальви выросла в любви ко множеству музыкальных жанров; здесь были и Капитан Бифхарт, и The Rolling Stones, и Мария Каллас. Все это сочеталось с ранним пониманием классической музыки. В шесть лет Кальви впервые взяла в руки скрипку, а в восемь — гитару. «Что-то будто овладевало мною всякий раз, когда я видела электрогитару», — вспоминала Анна. В десять лет она записывала свою игру на гитаре с наложениями, на двухкассетный магнитофон-караоке. Все это время, влекомая «импрессионистским элементом в музыке», она испытывала огромное влияние композиторов XX века, таких как Мессиан, Равель и Дебюсси. Все это она пыталась воссоздать с помощью гитары — инструмента, на котором в 13-летнем возрасте начала открывать для себя Джанго Рейнхардта и Джими Хендрикса.
После окончания школы она собиралась изучать искусство, но вместо этого выбрала музыку. Время, проведенное в университете Саутгемптона за изучением музыки, окончательно укрепило её в решении писать музыку. Стремясь найти «свой» голос, Кальви надолго запиралась в комнате и пела под записи Эдит Пиаф и Нины Симоне.
Кальви основала несколько групп, включая Cheap Hotel, которая выпустила один сингл «New York». www.youtube.com. Дата обращения: 29 декабря 2021., доступный только для загрузки в Интернете (он не попал в хит-парады), прежде чем встретиться с мультиинструменталистом Мэлли Харпесом (Mally Harpez) и барабанщиком Дэниэлом Мэйден-Вудом (Daniel Maiden-Wood), которые теперь составляют основу её небольшой группы.
На одном из ранних концертов Анну заметил экс-гитарист группы The Coral Билл Райдер-Джонс, который уговорил Лоренса Белла из Domino Records подписать с ней контракт. Ранняя поддержка пришла также со стороны Брайана Ино, который услышал о Кальви от друга. С тех пор он стал её неофициальным наставником, а в интервью BBC 6 Music назвал «величайшим явлением со времен Патти Смит».
Осенью 2009 Кальви записала серию видео-сессий «Attic Sessions», которые затем были загружены на Youtube. Там были кавер-версии песен Леонарда Коэна «Joan Of Arc», Элвиса Пресли «Surrender», TV on the Radio «Wolf Like Me» и Дэвида Боуи «Sound And Vision».
Кальви сыграла на гитаре в песне «The Prizefighter And The Heiress» на альбоме Джонни Флинна (Johny Flynn) «Been Listening». В октябре 2009 она также выступала в первом отделении его турне. В 2010 Кальви участвовала в концертах Interpol в рамках британского турне и в концерте Arctic Monkeys в Royal Albert Hall. По личной просьбе Ника Кейва она поддерживала Grinderman в концертах по Европе в октябре 2010 года.
11 октября 2010 Кальви выпустила дебютный сингл, свою версию песни «Jezebel» (автор песни — Уэйн Шэнклин), ставшей известной благодаря французской певице Эдит Пиаф. Как «Jezebel», так и би-сайд «Moulinette» были записаны Робом Эллисом (Rob Ellis) и выпущены ограниченным изданием и для цифровой загрузки. Концертные версии обеих песен были записаны во время концерта в Лондонском зале «Luminaire» и использованы как промозаписи для сингла.

### «Anna Calvi»
Дебютный альбом Anna Calvi был издан в Великобритании и Европе 17 января 2011 на лейбле Domino Records и в официальных британских чартах поднялся до 40-го места. Альбом имел успех и в Европе, попав на 17-е место во Франции, 33 — в Австрии, 40-е — в Швейцарии, 55 — в Швеции и 70 — в Германии.
NME дал альбому 9 баллов из 10, с комментарием: «Возможно, этот сборник из 10 песен является первой великой записью 2011». «Роскошный, соблазнительный и жутковатый, этот бархатистый дебют будет преследовать вас в сновидениях», — заметил рецензент еженедельника. The Observer назвал пластинку стартом «бурным и громким». Anna Calvi был спродюсирован Робом Эллисом, долгое время сотрудничавшим с PJ Harvey. Обложка к альбому была создана давней подругой и соратницей Анны Эммой Натан. Брайан Ино выступил в качестве бэк-вокалиста на треках «Desire» и «Suzanne And I». Дэйв Окуму (Dave Okumu) из группы Invisible подпевал в песне «No More Words».
Кальви говорила, что альбом был кульминацией трех лет работы в подвале в Фулхеме в Лондоне.
В качестве рекламы альбома Кальви несколько раз выступила на французском телевидении, исполнив «Desire» в «Le Grand Journal» и «Blackout» и «Desire» на канале Arte.
В США, Австралии и Японии альбом вышел 1 марта 2011. Первый сингл с альбома вышел 21 марта 2011, он включал песню «Blackout» и в качестве би-сайда кавер-версию песни Элвиса Пресли «Surrender». Вторым синглом была песня «Desire», вышел 20 июня 2011 года. Кроме «Desire», сингл включал кавер-версию песни Леонарда Коэна «Joan of Arc». «Suzanne & I» стала третьим синглом с альбома, который вышел 12 сентября 2011 года (с би-сайдом «Baby It’s You»). В 2011 года альбом был номинирован на престижную Mercury Music Prize.
В январе 2012 г. Кальви была награждена премией «European Border Breakers Award». Чтобы получить награду, артисты должны достигнуть успеха со своим первым международным релизом в Европе между 1 августа 2010 и 31 июля 2011. Победители выбираются аналитической компанией «Nielsen Music Control», работающей на музыкальном рынке, на основе продаж альбомов и частоты проигрывания на радиостанциях, а также по результатам голосования на радиостанциях, входящих в состав Европейского Радиовещательного союза (European Broadcasting Union (EBU)), и фестивалей, участвующих в Европейской программе по обмену талантами (European Talent Exchange Program (ETEP)) 20 февраля 2012 вышла французская версия песни «Jezebel», c би-сайдом «Wolf Like Me» группы TV on the Radio.
В программе «Live Lounge» на BBC Radio 1 Кальви исполнила кавер-версию песни Beyonce «Naughty Girl». Кальви была номинирована на награду BRIT Awards 2012 в категории «Лучший британский прорыв года». Она посетила церемонию, но не выступала там.

### «One Breath»
5 августа 2013 года Анна Кальви объявила о новом альбоме, выход которого запланирован на 7 октября.
Альбом был хорошо встречен критиками и был номинирован на премию Mercury.

### «Hunter»
В начале июня 2018 года Анна Кальви сообщила, что её новый альбом Hunter будет выпущен 31 августа 2018 года.
Альбом был издан на лейбле Domino Records, как и два предыдущих.

## Концертные выступления

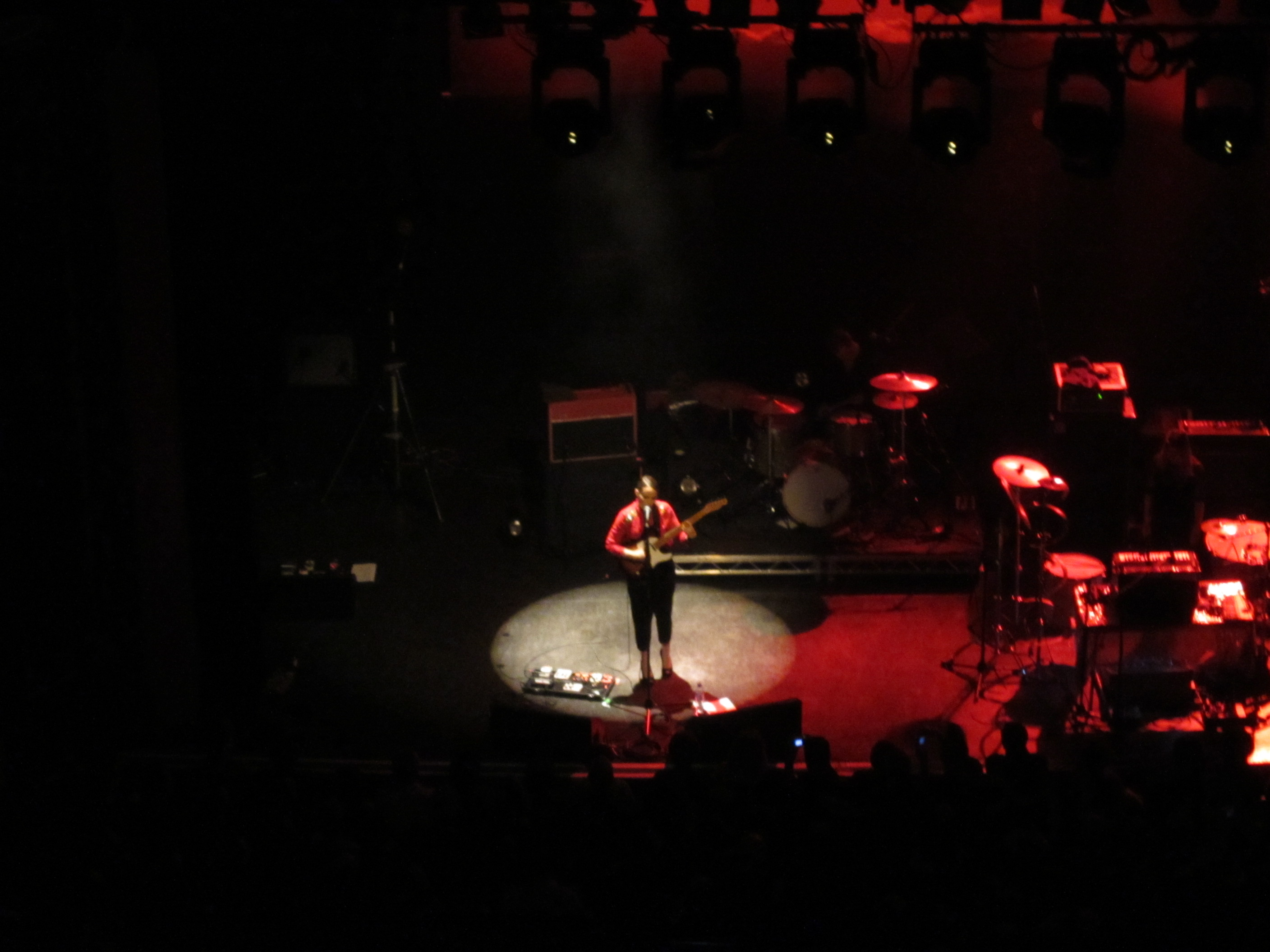
Calvi performing at the O2 Shepherds Bush Empire on 1 November 2011

Кальви известна своей неистовой игрой на гитаре и соблазнительными живыми выступлениями. The Independent назвал её «бренчащей соблазнительницей», которая «родилась для того, чтобы её услышали лично», играя «каждой унцией страсти». Визуально в своих концертных костюмах Кальви склоняется к стилю фламенко. Однако вместо традиционного женского свободного платья она предпочитает высокие брюки и блузу танцора-мужчины.
В феврале 2011 года Анна Кальви начала европейское турне. В марте этого года она посетила США. Шоу Кальви в зале «Трианон» (Le Trianon) в Париже 22 апреля 2011 вживую транслировалось на сайте канала ARTE. Она возглавляла турне NME в мае. Рэй Дэвис из группы The Kinks выбрал Анну для участия в фестивале Meltdown-2011. Осенью 2011 Кальви проехала с турне по Европе и Великобритании. Оно было снято на видео и выпущено в виде записи, состоящей из двух частей, под названием «Somewhere Along The Line». Билеты на концерт Анны в Shepherds Bush Empire в Лондоне были распроданы за несколько недель до шоу.
В марте 2012 Анну Кальви пригласили выступить на празднованиях по поводу 10-го дня рождения BBC 6 Music. Выступление группы в Лондонском Southbank Centre транслировалось по радио, и ВВС предоставило возможность посмотреть их в Интернете.

### Музыкальное оборудование
Кальви всегда выступает с гитарой Fender Telecaster и использует красный Vox AC30 amp на концертах и в студии.

## Стиль и влияние

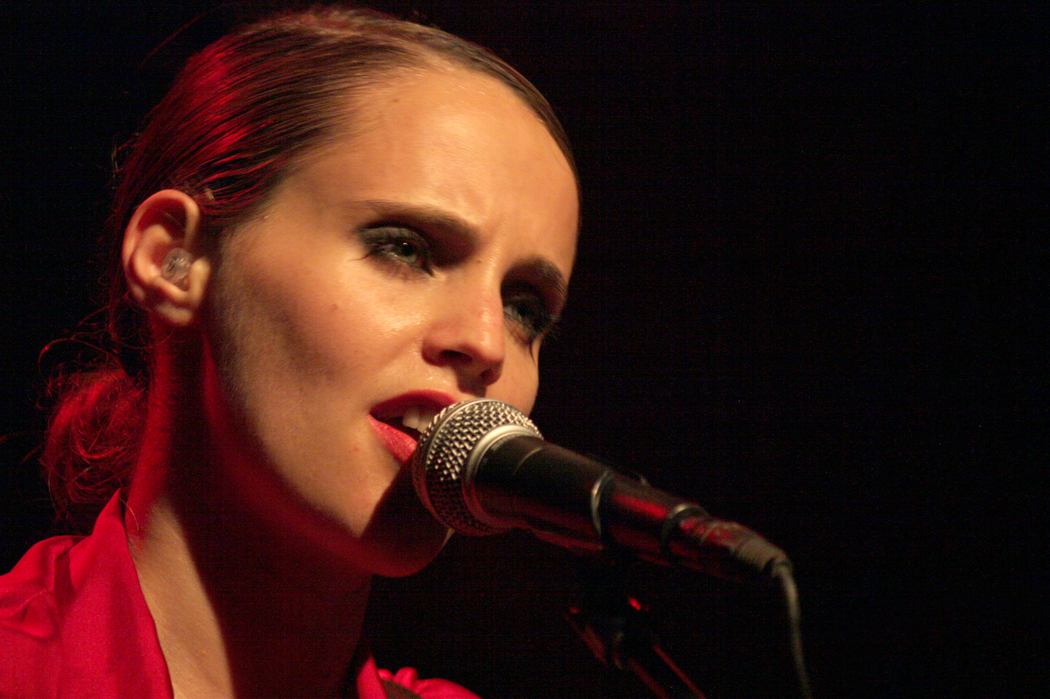
Концерт в Барселоне в сентябре 2011

Стиль Кальви описывают как темный, романтичный атмосферный поп, сравнивая её с PJ Harvey и Сьюзи Сью. Певица говорила, что силы вожделения являются для неё вдохновением, и её выступления умышленно сексуально насыщенны.
В числе людей, оказавших на неё влияние, Кальви называла Нину Симоне, Марию Каллас, Джими Хендрикса и Роллинг Стоунз, Капитана Бифхарта, Ника Кейва, Дэвида Боуи и Скотта Уокера, а также на классических композиторов Мессиана, Равеля и Дебюсси.
Кальви утверждала, что на её музыку огромное влияние оказали фильмы Гаса ван Сента, Вонг Карвая и Дэвида Линча. Она восхищается «людьми, которые делают красивые фильмы там, где кинематограф рассказывает историю» и пытается делать то же самое в музыке.

## Мода
1 декабря 2010 Кальви выступала в витрине бутика «Colette» в Париже в рамках выставки «Комната диковин» Тома Эрбера (Thomas Erber).
25 января 2011 Кальви пригласили выступать на «обеде Гуччи», проводимого Vogue во время парижской недели высокой моды. Творческий директор Gucci Фрида Джаннини (Frida Giannini) подбирала наряды для концертов Анны во время североамериканского турне в мае 2011. 30 ноября 2011 года Кальви участвовала в открытии нового магазина Гуччи в Сиднее.
Дизайнер Карл Лагерфельд заявил, что является поклонником её музыки. Сэр Пол Смит фотографировал Кальви для обложки L’Express Styles.
Во время миланской недели моды в сентябре 2012 Анна Кальви выступала на мероприятии, проводимом фондом исследований в области СПИДа (amfAR, The Foundation for AIDS Research)

## Дискография

### Студийные альбомы
| Год  | Информация об альбоме                                                                                    | Наивысшее место в чартах | Наивысшее место в чартах | Наивысшее место в чартах | Наивысшее место в чартах | Наивысшее место в чартах | Наивысшее место в чартах | Наивысшее место в чартах | Наивысшее место в чартах | Наивысшее место в чартах | Наивысшее место в чартах | Наивысшее место в чартах | Наивысшее место в чартах |
| Год  | Информация об альбоме                                                                                    | UK                       | AUT                      | BEL (FLA)                | BEL (WAL)                | FRA                      | IRL                      | NL                       | GER                      | SWE                      | SWI                      | ITA                      | GRE                      |
| ---- | --- | ------------------------ | ------------------------ | ------------------------ | ------------------------ | ------------------------ | ------------------------ | ------------------------ | ------------------------ | ------------------------ | ------------------------ | ------------------------ | ------------------------ |
| 2011 | Anna Calvi - Выпущен: 17 января 2011 - Лейбл: Domino Records - Формат: 12" (винил), CD, Digital download | 40                       | 33                       | 9                        | 36                       | 17                       | 72                       | 68                       | 70                       | 55                       | 40                       | 93                       | 30                       |
| 2013 | One Breath - Выпущен: 7 октября 2013 - Лейбл: Domino Records - Формат: 12" (винил), CD, Digital download | 32                       | 69                       | 20                       | 40                       | 33                       | 31                       | —                        | 79                       | —                        | 56                       | —                        |                          |
| 2018 | Hunter - Выпущен: 31 августа 2018 - Лейбл: Domino - Формат: 12" (винил), CD, Digital download            | 22                       | 32                       | 35                       | 71                       | —                        | —                        | 42                       | —                        | —                        | 50                       |                          |                          |

### Синглы
| Год  | Сингл                                                                | Альбом            |
| ---- | -------------------------------------------------------------------- | ----------------- |
| 2010 | «Jezebel» / «Moulinette» - Выпущен: 11 октября                       | внеальбомный трек |
| 2011 | «Blackout» / «Surrender» - Выпущен: 21 марта                         | Anna Calvi        |
| 2011 | «Desire» / «Joan of Arc» - Выпущен: 20 июня                          | Anna Calvi        |
| 2011 | «Susanne and I» / «Baby It’s You» - Выпущен: 12 сентября             | Anna Calvi        |
| 2012 | «Jezebel (Version Française)» / «Wolf Like Me» - Выпущен: 20 февраля | внеальбомный трек |
| 2013 | «Eliza» - Выпущен: 30 сентября                                       | One Breath        |

## Награды и номинации
| Год  | Премия                    | Номинант    | Категория                                                           | Результат |
| ---- | ------------------------- | ----------- | ------------------------------------------------------------------- | --------- |
| 2010 | BBC Sound of 2011         | Анна Кальви | Sound of 2011                                                       | Номинация |
| 2011 | Mercury Prize             | Anna Calvi  | Лучший альбом                                                       | Номинация |
| 2011 | UK Festival Awards        | Anna Calvi  | Прорыв года                                                         | Номинация |
| 2011 | European Festivals Awards | Anna Calvi  | Новичок года                                                        | Номинация |
| 2012 | Eurosonic Noorderslag     | Anna Calvi  | Разрушитель европейских границ (European Border Breaker Award (UK)) | Победа    |
| 2012 | The Guardian              | Anna Calvi  | Награда за первый альбом (First Album Award)                        | Номинация |
| 2012 | Brit Awards               | Anna Calvi  | Британский прорыв года (British Breakthrough Act)                   | Номинация |
| 2012 | Mercury Prize             | Anna Calvi  | Жюри                                                                | N/A       |
| 2012 | European Festivals Awards | Anna Calvi  | Новичок года                                                        | Номинация |